# Z Channel
Z Channel è stata una delle prime emittenti televisive a pagamento negli Stati Uniti (1974-1989), nota soprattutto per la sua devozione all'arte del cinema grazie alla scelta eclettica dei film da parte del capo redattore Jerry Harvey.

## Storia
Z Channel è stato lanciato nel 1974 da Santa Monica (California) e da Theta Cable (una divisione di TelePrompTer Corporation e Hughes Aircraft Co. ) che poi è stata acquisita dal Group W (Westinghouse) nel 1981.
Jerry Harvey è stato assunto come direttore dei programmi nel 1980. In qualità di direttore, Harvey ha avuto il permesso di programmare la rete nel modo che riteneva opportuno: la rete presentava un'ampia varietà di film che all'epoca non venivano tipicamente mostrati su altri servizi di televisione a pagamento. Questi includevano molti film di serie B, film muti, film stranieri e versioni originali inedite di film. Alla vigilia di Natale del 1982, Harvey ha preso la decisione di proiettare la versione originale di I cancelli del cielo, un film che era stato considerato un disastro a detta di tutti. La sua decisione è stata un successo poiché il film è diventato il film più visto mai mostrato su Z Channel. Verso la metà degli anni '80, Z Channel contava 90 000 abbonati.
Nel 1987, il Group W ha venduto Z Channel alla Rock Associates con sede a Seattle per 5 milioni di dollari. Sia la maggiore concorrenza che la vendita da parte dell'oramai disinteressato Group W hanno portato a una diminuzione degli abbonati.

### Chiusura
Nell'aprile 1988 ci furono due importanti cambiamenti nella rete: la morte di Jerry Harvey e l'aggiunta dello sport alla programmazione regolare. Furono stipulati accordi per mostrare le partite dei Los Angeles Angels, Clippers e Dodgers. Ciò ha aumentato il numero degli abbonati a 110 000. Gli accordi sportivi sono stati finanziati vendendo pubblicità durante le partite; tuttavia ne è seguita una causa con una sentenza del tribunale secondo cui i contratti con gli studi cinematografici prevedevano che il servizio dell'emittente fosse senza annunci pubblicitari.
Senza opzioni, il canale fu venduto a Cablevision e NBC il 16 marzo 1989, che si preparavano a lanciare Consumer News and Business Channel (ora CNBC). Il 29 giugno 1989, Z Channel è stato oscurato e fu sostituito da SportsChannel Los Angeles.
L'ultimo film trasmesso su Z Channel è stato Sfida infernale di John Ford.

## Eredità
Z Channel ha reso popolare l'uso del letterbox in televisione, oltre a mostrare versioni "director's cut" dei film (che è un termine reso popolare dopo la proiezione di I cancelli del cielo da parte di Z Channel). La devozione di Z Channel al cinema e la scelta di film rari e importanti hanno avuto un'influenza su registi come Robert Altman, Quentin Tarantino, Alexander Payne e Jim Jarmusch e sullo scrittore Bret Easton Ellis (come anche più volte citato nel suo romanzo "Le Schegge").
Il canale è stato oggetto del documentario del 2004 Z Channel: A Magnificent Obsession, diretto da Alexandra Cassavetes.

## Film selezionati trasmessi su Z Channel
- 48 ore
- ...e giustizia per tutti
- Adele H. - Una storia d'amore
- Airport '75
- Alice non abita più qui
- All That Jazz - Lo spettacolo comincia
- American Graffiti
- Amore e guerra (film 1975)
- Apocalypse Now
- Arancia meccanica
- Baby Killer
- Beverly Hills Cop - Un piedipiatti a Beverly Hills
- Black Christmas (Un Natale rosso sangue)
- C'era una volta in America
- California Suite
- Cane di paglia
- Chan Is Missing
- Come ho vinto la guerra
- Corvette Summer
- Di chi è la mia vita?
- Due supercolt a Brooklyn
- Due vite, una svolta
- È nata una stella (film 1937)
- È nata una stella (film 1976)
- Finalmente arrivò l'amore
- Gang (film 1974)
- Gente comune
- Giochi stellari
- Giulia
- Goodbye amore mio!
- Harry e Tonto

- I banditi del tempo
- I cancelli del cielo
- I compari
- I figli della violenza
- I seicento di Balaklava
- I vitelloni
- Il braccio violento della legge Nº 2
- Il campo di cipolle
- Il cowboy del grande rodeo
- Il Gattopardo
- Il grande Gatsby (film 1974)
- Il giorno del delfino
- Il grande Santini
- Il mondo dei robot
- Il mucchio selvaggio
- Il piccolo principe (film 1974)
- Il prestanome
- Il principe della città
- Il temerario (film 1975)
- Il trono di sangue
- Il vento e il leone
- Jesus Christ Superstar
- Johnny Guitar
- L'aereo più pazzo del mondo
- L'importante è amare
- L'inferno di cristallo
- L'uomo che cadde sulla Terra
- La donna che visse due volte
- La donna esplosiva
- La finestra sul cortile
- La ragazza di Nashville
- La stangata

- Laguna blu
- Let It Be - Un giorno con i Beatles
- Lo spaventapasseri (film 1973)
- Lo stesso giorno, il prossimo anno
- Luci della città
- MacArthur il generale ribelle
- Mezzogiorno e mezzo di fuoco
- Mimì metallurgico ferito nell'onore
- Mission
- Mr. Crocodile Dundee
- National Lampoon's Vacation
- North Dallas Forty
- Novecento
- One on One
- Operazione Overlord
- Orfeo negro
- Orizzonti di gloria
- Ovunque nel tempo
- Palla da golf
- Pat Garrett e Billy Kid
- Perché un assassinio
- Prigioniero della seconda strada
- Quella sporca ultima meta
- Rocky
- Salvador
- Sfida infernale
- Sfida nell'Alta Sierra
- Sindrome cinese
- Soldato Giulia agli ordini
- Soldi ad ogni costo
- Something for Everyone
- Stardust Memories

- Strategia del ragno
- Sul lago dorato
- The Blues Brothers - I fratelli Blues
- The Front Page (film 1931)
- The Song Remains the Same
- Travolti da un insolito destino nell'azzurro mare d'agosto
- U-Boot 96
- Un tocco di classe
- Un uomo da marciapiede
- Una 44 Magnum per l'ispettore Callaghan
- Una calibro 20 per lo specialista
- Una donna tutta sola
- Una perfetta coppia di svitati
- Una ragazza, un maggiordomo e una lady
- Una strana coppia di sbirri
- Valentino (film 1977)
- Via col vento
- Videodrome
- Vivere (film 1952)
- Voglio la testa di Garcia
- Wagons-lits con omicidi
- Yakuza